# One by One (Cher)
One by One è il primo singolo statunitense e il secondo europeo della cantante e attrice Cher estratto dal suo album It's a Man's World. Fu pubblicato il 5 gennaio 1996 dalla Reprise Records e dalla WEA.

## Classifiche
| Paese (1996)                         | Posizione massima |
| ------------------------------------ | ----------------- |
| Argentina                            | 93                |
| Europa                               | 34                |
| Italia                               | 16                |
| Irlanda                              | 13                |
| Regno Unito                          | 7                 |
| U.S. Stati Uniti                     | 52                |
| Stati Uniti Hot 100 Singles Sales    | 52                |
| Stati Uniti Hot Dance Club Play      | 7                 |
| Stati Uniti Hot Dance Singles Sales  | 6                 |
| Stati Uniti Adult Contemporary Music | 9                 |